# Rothschildia forbesi
Rothschildia forbesi är en fjärilsart som beskrevs av Benjamin 1934. Rothschildia forbesi ingår i släktet Rothschildia och familjen påfågelsspinnare. Inga underarter finns listade.